# Red Skelton
Red Skelton (ur. 18 lipca 1913 w Vincennes, zm. 17 września 1997 w Rancho Mirage) – amerykański kompozytor, komik, aktor, filmowy, telewizyjny, radiowy i osobowość telewizyjna.

## Filmografia
seriale
- 1951: The Red Skelton Show jako Gospodarz programu
- 1956: Playhouse 90 jako Gospodarz / Buddy McCoy
- 1958: Westinghouse Desilu Playhouse jako on sam (1959) / Red Skelton (1960)

film
- 1938: Having Wonderful Time jako Itchy Faulkner
- 1941: Dr. Kildare's Wedding Day jako Vernon Briggs
- 1949: Córka Neptuna jako Jack Spratt
- 1956: W 80 dni dookoła świata jako pijak w salonie
- 1970: Swing Out, Sweet Land jako drukarz

## Nagrody i nominacje
Został uhonorowany nagrodą Emmy i dwukrotnie otrzymał nominację do nagrody Emmy. Posiada dwie gwiazdy na Hollywoodzkiej Alei Gwiazd.